# Partido Liberal Catarinense
Partido Liberal Catarinense foi uma organização política que sucedeu a Aliança Liberal em Santa Catarina, após a vitória da revolução de 1930.
A convenção de criação do partido ocorreu em fevereiro de 1931, organizada entre outros por Vidal Ramos, Henrique Rupp Júnior, Dorval Melquíades de Sousa e Nereu Ramos. Participou das eleições para a Constituinte de 1933, elegendo a maioria dos constituintes do Estado (3 dos 4, a saber: Nereu Ramos, Aarão Rabello e Carlos Gomes de Oliveira); Nas eleições de 14 de outubro de 1934 para a Câmara dos Deputados e para a Assembleia Constituinte estadual – que, além de preparar a Constituição do estado, teria poderes para eleger o governador constitucional e dois senadores –, o partido conseguiu congregar ampla gama de políticos do estado, e organizou a Aliança por Santa Catarina. A Reação Republicana (antigo Partido Republicano e a Legião Republicana) foi liderada pelo interventor Aristiliano Ramos, Adolfo Konder e Henrique Rupp Júnior. Aristiliano Ramos fora até então presidente do Partido Liberal, mas, diante da decisão da Aliança por Santa Catarina de lançar a candidatura de Nereu Ramos ao governo do estado, aderiu à Reação Republicana, tornando-se seu candidato oficial. O PLC elegeu a maioria dos deputados federais em 1934, os dois senadores, e maioria precária na assembleia. Nas eleições municipais de 1936, o Partido Liberal Catarinense venceu na maioria dos municípios, perdendo para o Partido Republicano porem, nas grandes cidades.
O partido foi extinto em 1937, com o golpe do Estado Novo.